# Mi marido tiene familia
Mi marido tiene familia (a partir de la segunda temporada conocida como Mi marido tiene más familia) es una telenovela de comedia dramática mexicana producida por Juan Osorio para Televisa. La primera temporada está basada en la serie de televisión surcoreana My Husband Got a Family creada por Park Ji-eun. Mientras que la segunda temporada sirvió como spin-off de la telenovela Una familia con suerte, dando continuidad con la historia de Pancho López (Arath de la Torre). Se estrenó por Las Estrellas el 5 de junio de 2017 en sustitución de El Bienamado, y finalizó el 24 de febrero de 2019 siendo reemplazado por Silvia Pinal, frente a ti.
Está protagonizada por Zuria Vega y Daniel Arenas, coprotagonizada por Susana González, Arath de la Torre, Laura Vignatti, José Pablo Minor, Jade Fraser, Federico Ayos y Gonzalo Vega Jr. con Lola Merino, Juan Vidal, Germán Bracco y Bárbara Islas en los roles antagónicos. Acompañados por Gabriel Soto, Carla Carrillo, Regina Orozco, Gabriela Platas, René Casados, Jessica Coch, Yahir, Ignacio Casano, Marco Muñoz, Diana Bracho, Rafael Inclán, Silvia Pinal, Carmen Salinas, Olivia Bucio, Luz María Jerez, Carlos Bracho y Patricio Castillo.
A lo largo de toda la telenovela, se hablaron temas como el feminismo liberal, el conservadurismo, el liberalismo, la homosexualidad, la homofobia, la adopción, así rompiendo el patrón de la familia tradicional. También, durante su emisión se fomentó la prevención de accidentes por quemaduras de piel gracias al apoyo de Virginia Sendel, quien es la presidenta de la Fundación Michou y Mau, Institución de Asistencia Privada (IAP) que ayuda a niños mexicanos quemados.

## Sinopsis

### Primera temporada
Julieta (Zuria Vega) y Robert (Daniel Arenas) tienen una relación perfecta: ambos tienen su trabajo, comparten sus sueños y han aceptado no casarse. Para ellos, el secreto de su relación radica en dos puntos: la comunicación y el hecho de que la familia adoptiva de Robert vive en otro país, salvándolos de los problemas de tratar con los suegros. Sin embargo, el destino le prepara una sorpresa cuando deciden mudarse a un nuevo apartamento en una zona modesta de Oaxaca. Allí conocen a los dueños del edificio, la familia Córcega, y sin saber que son la verdadera familia de Robert y que su verdadero nombre es Juan Pablo. A partir de ahí, Robert y Julieta tendrán que aprender a vivir con sus suegros, Blanca (Diana Bracho) y Eugenio (Rafael Inclán), con todas las exigencias que esto conlleva: una batalla entre la tradición y la modernidad será muy complicada «incluso para que la pareja se case». Si quieren lograr la felicidad que estaban buscando, Julieta y Juan Pablo deberán aprender a vivir con su nueva familia, inclusive si esto resulta más complicado de lo que pensaban.

### Segunda temporada
Julieta finalmente ha logrado mantener una vida personal y profesional con equilibrio, al lado de Robert y sus hijos: David, de 8 años y Blanquita, pequeña de un año y medio de edad. Nuevamente, la familia Córcega enfrentará una serie de problemas cuando Robert encuentre a su abuelo, Canuto "Tito" Córcega (Carlos Bracho), el «difunto» padre de Eugenio, Tulio y Audifaz, quien doña Imelda les hizo creer que había muerto cuando este le fue infiel con Crisanta hace décadas. Por otra parte, Julieta pasa por sofocones con la llegada de Susana Córcega (Susana González), como su nueva jefa, pero Susana es nada más y nada menos que la hija que Canuto y Crisanta procrearon en Baja California, y juntos llegan a conocer a los demás Córcega hasta Oaxaca. Susana pondrá a prueba la capacidad de superación de Julieta; ella no puede creer que su nueva jefa sea tía consanguínea de Robert y, por lo tanto, su tía política. Creyendo que el destino se empeña en ponerle más obstáculos de los que ya ha tenido que atravesar, definitivamente así lo es, pues ahora Julieta tiene más familia política, cosa de la que ella siempre quiso huir. Daniela y Gabriel «Los osos», han construido un matrimonio estable ante los conflictos de sus familias: los Córcega y los Musi. Daniela asumirá un mayor desafío cuando Gabriel le pide que tengan un hijo, —de por sí lo fue casarse con él y que su familia la aceptara—. Esto desencadenará aún más problemas entre las familias. Para Robert, es un verdadero milagro haber encontrado a todos los Córcega, de los cuales también se suman: Sebastián y Axel, hijos de Susana y primos hermanos de Robert. Los miembros restantes de la familia Córcega detonarán un nuevo hilo conductor que serán: las peleas. Esto implica nuevos retos en la vida de los «Oppas»; Julieta y Robert, y juntos demostrarán que, a pesar de los problemas de las familias y los matrimonios modernos, ellos podrán seguir adelante, viendo por su bienestar.

## Reparto

### Principales
- Zuria Vega como Julieta Aguilar Rivera
- Daniel Arenas como Robert Cooper / Juan Pablo Córcega Gómez
- Diana Bracho como Blanca Gómez de Córcega
- Silvia Pinal como Imelda Sierra de Córcega
- Arath de la Torre como Francisco "Pancho" López Férnandez (temporada 2)
- Susana González como Susana Córcega (temporada 2)
- Carmen Salinas como Crisanta Díaz de Córcega (temporada 2)[9]
- Gabriel Soto como Ernesto "Neto" Rey (temporada 2)

### Recurrentes e invitados
- Rafael Inclán como Eugenio Córcega Sierra
- Luz María Jerez como Belén Gómez  (temporada 1)
- René Casados como Audifaz Córcega Sierra
- Olivia Bucio como Catalina Rivera de Aguilar
- Lola Merino como Ana Romano Faisal de Córcega (temporada 1)
- Regina Orozco como Amalia Gómez
- Gabriela Platas como Amapola "Polita" Castañeda de Córcega
- Laura Vignatti como Daniela Córcega
- Jessica Coch como Marisol Córcega (temporada 1)
- Ignacio Casano como Hugo Aguilar Rivera
- José Pablo Minor como Gabriel Musi
- Federico Ayos como Bruno Aguilar Rivera (temporada 1)
- Jade Fraser como Linda Herminia Córcega
- Emilio Osorio como Aristóteles Córcega Castañeda
- Marco Muñoz como Tulio Córcega
- Juan Vidal como Julián Guerra (temporada 1)
- Isabella Tena como Frida Córcega
- Paola Toyos como Begoña Bustamante (temporada 1)
- Marcos Montero como Ignacio Meneses
- Bárbara Islas como Diana de Aguilar
- Luis Gerardo Cuburu como Octavio Carmona
- Latin Lover como Enzo
- Yahir como Xavi Galán (temporada 1)[10]
- Violeta Isfel como Clarissa Musi
- Ana Jimena Villanueva como Cassandra Musi
- Carlos Bracho como Canuto "Tito" Córcega (temporada 2)[9]
- Gonzalo Vega Sisto como Axel Legorreta (temporada 2)[9]
- Carlos Madrigal como Vicente Legorreta (temporada 2)
- Paola Acher como Eréndira
- Rodrigo Pérez "El Canelito" como Sebastián Legorreta (temporada 2)
- Azul Guaita como Yolanda Rey (temporada 2)
- José Pablo Alanís como Andy Rey (temporada 2)
- José Manuel Alanís como Santiago "Santi" Rey (temporada 2)
- Ruy Rodrigo como David "Dave" Cooper Aguilar / Córcega Aguilar
- Susy-Lu como Aura (temporada 2)
- Jeesidey León como Zenda (temporada 2)
- Álex Rosguer como Íker del Río (temporada 2)
- Salvador Ibarra como Fernando Zaragoza Barrera (temporada 2)
- Patricio Castillo como Massimo Musi (temporada 2)
- Germán Bracco como Guido Musi Amadori (temporada 2)
- Carla Carrillo como Grecia Flores (temporada 2)
- Eric del Castillo como Hugo Aguilar (temporada 1)
- Ligia Uriarte como Daphne (temporada 1)
- Rafael del Villar como Aurelio (temporada 1)
- Mauricio Abularach como Benjamín (temporada 1)
- Silvia Manríquez como Rebeca de Robles (temporada 1)
- Manuel Landeta como Augusto Musi (temporada 1)
- Arsenio Campos como Dr. Lisboa (temporada 1)
- Joaquín Bondoni como Cuauhtémoc "Temo" López Torres (temporada 2)
- Alisson Coronado como Ana Guadalupe "Lupita" López Treviño (temporada 2)
- Emiliano Vázquez como Julio López Treviño (temporada 2)
- Nikolás Caballero como Diego Ortega (temporada 2)
- Mayrín Villanueva como Rebeca Treviño (invitada; temporada 2)
- Paulina de Labra como Yela Valdez Grillo
- Cecilia Gabriela como Doctora Tania (temporada 2)
- Pietro Vannucci como Luigi Capuleti (temporada 2)
- Humberto Elizondo como Fantasma de Navidad (temporada 2)
- Juan Diego Covarrubias como Carlos Rojas Navarrete (temporada 2)
- Karla Gómez como Ariana Castillo (temporada 2)
- Gala de la Torre como Gala (temporada 2)
- René Franco como Director del penal (temporada 2)
- Márama como Ellos mismos (invitados; temporada 1)[11]
- Marjorie De Sousa como Ella misma (invitada; temporada 1)[12]
- Alejandra García como Ella misma (invitada; temporada 2)
- Thaily Amezcua como Ella misma (invitada; temporada 2)
- Pau y Davo como Ellos mismos (invitados; temporada 1)[13]
- Flor Rubio como Ella misma (invitada; temporada 1)[14]

## Episodios
| Temporada | Temporada | Título                      | Episodios | Episodios | Emisión original   | Emisión original      |
| Temporada | Temporada | Título                      | Episodios | Episodios | Primera emisión    | Última emisión        |
| --------- | --------- | --------------------------- | --------- | --------- | ------------------ | --------------------- |
|           | 1         | Mi marido tiene familia     | 102       | 102       | 5 de junio de 2017 | 22 de octubre de 2017 |
|           | 2         | Mi marido tiene más familia | 167       | 167       | 9 de julio de 2018 | 24 de febrero de 2019 |

## Producción

### Desarrollo
Las grabaciones para la primera temporada de la telenovela iniciaron el 11 de abril de 2017 en Oaxaca de Juárez. La telenovela se renovó para una segunda temporada el 18 de octubre de 2017, días antes del final de la primera temporada, y comenzó a filmarse el 9 de mayo de 2018. El 28 de mayo de 2018, la revista People en Español confirmó que la telenovela cambiaría su título a Mi marido tiene más familia. De acuerdo con Juan Osorio, el cambio de título se acordó para darle más sentido a la historia.

### Casting
Para la segunda temporada, varios actores reanudaron sus personajes como Zuria Vega, Daniel Arenas, Laura Vignatti, José Pablo Minor, Diana Bracho, Rafael Inclán y Silvia Pinal entre otros. El 22 de diciembre de 2017, se confirmó la inclusión al reparto de Arath de la Torre interpretando a «Pancho López», personaje que interpretó en 2011 en la telenovela Una familia con suerte. El 1 de mayo de 2018, se confirmó la inclusión de Gonzalo Vega Jr., Susana González, y Carlos Bracho y la reaparición en televisión de Carmen Salinas.
El 31 de agosto de 2018, se confirmó que la actriz Zuria Vega saldría de la producción. El 12 de septiembre de 2018, se confirmó que la segunda temporada se alargaría a más capítulos debido a la audiencia obtenida durante todo el 2018. Tras el alargue de la producción y la salida Vega, se confirmó el 28 de septiembre de 2018, que el actor Daniel Arenas saldría de la telenovela debido a compromisos familiares. Debido al alargue de la segunda temporada y la salida de los protagonista, el 26 de octubre la revista People en Español confirmó que Gabriel Soto entraría a la producción como protagonista junto a Susana González, y Arath de la Torre. Además se confirmó la inclusión de nuevos actores como la de los gemelos José Manuel y José Pablo, y Azul Guaita. El 6 de diciembre de 2018, se confirmó a través de una transmisión en vivo en Instagram, Daniel Arenas junto a Zuria Vega confirmaron su regreso a la producción y el retomó de las grabaciones. Para así aparecer en los últimos capítulos de la segunda temporada.

### Música
El tema principal de la telenovela «Tú eres la razón» fue compuesto por Eduardo Murguía y Mauricio Arriaga e interpretado por Angelina & Los Fontana. El segundo sencillo titulado «Llegaste a mi vida» fue compuesto por José Luis Roma e interpretado por Yahir. Para la segunda temporada el tema principal «Tú eres la razón» es interpretado por Margarita la Diosa de la Cumbia y nuevamente por Los Fontana. Los temas de cierre «Bronceados de amor» y «Labios de miel» son interpretados por Emilio Osorio.

### Concierto benéfico
El 30 de septiembre de 2017 el productor Juan Osorio organizó un concierto benéfico para recaudar víveres para las víctimas del terremoto de Chiapas de 2017, donde participó la mayoría del elenco y los artistas de los temas musicales de la telenovela Marama, Pau y Davo y Angelina y Los Fontana, entre otros. El concierto se emitió en televisión el 28 de octubre de 2017 a las 18:30 h.

## Audiencia
| Temporada | Horario (CST)                    | Episodios | Primera emisión    | Primera emisión      | Última emisión        | Última emisión       |
| Temporada | Horario (CST)                    | Episodios | Fecha              | Audiencia (millones) | Fecha                 | Audiencia (millones) |
| --------- | -------------------------------- | --------- | ------------------ | -------------------- | --------------------- | -------------------- |
| 1         | lunes a viernes 20:30 - 21:30 h. | 102       | 5 de junio de 2017 | 3.9                  | 22 de octubre de 2017 | 3.9                  |
| 2         | lunes a viernes 20:30 - 21:30 h. | 167       | 9 de julio de 2018 | 3.3                  | 24 de febrero de 2019 | 3.9                  |

## Premios y nominaciones

### Copa Televisa 2017
| Categoría        | Nominados               | Resultados |
| ---------------- | ----------------------- | ---------- |
| Mejor telenovela | Mi marido tiene familia | Ganadora   |

### Premios TVyNovelas
| Año  | Categoría                  | Nominados                                            | Resultados |
| ---- | -------------------------- | ---------------------------------------------------- | ---------- |
| 2018 | Mejor telenovela           | Juan Osorio                                          | Nominado   |
| 2018 | Mejor guion o adaptación   | Héctor Forero, Pablo Ferrer y Martha Jurado          | Nominados  |
| 2018 | Mejor actriz protagónica   | Zuria Vega                                           | Nominada   |
| 2018 | Mejor actor protagónico    | Daniel Arenas                                        | Nominado   |
| 2018 | Mejor villana              | Lola Merino                                          | Nominada   |
| 2018 | Mejor primera actriz       | Silvia Pinal                                         | Ganadora   |
| 2018 | Mejor actriz coestelar     | Diana Bracho                                         | Ganadora   |
| 2018 | Mejor actor coestelar      | Rafael Inclán                                        | Nominado   |
| 2018 | Mejor actriz de reparto    | Olivia Bucio                                         | Nominada   |
| 2018 | Mejor dirección de cámaras | Mauricio Manzano y Gilberto Macín                    | Nominados  |
| 2018 | Mejor dirección de escena  | Héctor Bonilla y Aurelio Ávila                       | Nominados  |
| 2018 | Mejor reparto              | Juan Osorio                                          | Nominado   |
| 2018 | Mejor tema musical         | «Tú eres la razón»                                   | Nominado   |
| 2019 | Mejor telenovela           | Juan Osorio                                          | Nominado   |
| 2019 | Mejor actriz protagónica   | Susana González                                      | Nominada   |
| 2019 | Mejor actriz protagónica   | Zuria Vega                                           | Nominada   |
| 2019 | Mejor actor protagónico    | Arath de la Torre                                    | Nominado   |
| 2019 | Mejor actor protagónico    | Daniel Arenas                                        | Nominado   |
| 2019 | Mejor villana              | Bárbara Islas                                        | Nominada   |
| 2019 | Mejor villano              | Germán Bracco                                        | Nominado   |
| 2019 | Mejor primera actriz       | Carmen Salinas                                       | Nominada   |
| 2019 | Mejor primera actriz       | Diana Bracho                                         | Nominada   |
| 2019 | Mejor primer actor         | Patricio Castillo                                    | Nominado   |
| 2019 | Mejor primer actor         | Rafael Inclán                                        | Nominado   |
| 2019 | Mejor actriz coestelar     | Gaby Platas                                          | Nominada   |
| 2019 | Mejor actriz coestelar     | Laura Vignatti                                       | Nominada   |
| 2019 | Mejor actor coestelar      | José Pablo Minor                                     | Nominado   |
| 2019 | Mejor actriz juvenil       | Jade Fraser                                          | Nominada   |
| 2019 | Mejor actor juvenil        | Emilio Osorio                                        | Nominado   |
| 2019 | Mejor guion o adaptación   | Pablo Ferrer, Santiago Pineda, and Martha Jurado     | Nominados  |
| 2019 | Mejor dirección de escena  | Aurelio Ávila, Francisco Franco, y Juan Pablo Blanco | Nominados  |
| 2019 | Mejor dirección de cámaras | Mauricio Manzano y Martha Montufar                   | Ganadores  |
| 2019 | Mejor tema musical         | «Tú eres la razón»                                   | Nominado   |
| 2019 | Mejor reparto              | Mi marido tiene más familia                          | Nominado   |

### Premios Bravo 2018
| Categoría            | Nominados    | Resultados |
| -------------------- | ------------ | ---------- |
| Mejor primera actriz | Silvia Pinal | Ganadora   |

### TV Adicto Golden Awards
| Año  | Categoría                               | Nominados                                     | Resultados |
| ---- | --------------------------------------- | --------------------------------------------- | ---------- |
| 2018 | Mejor escenografía y utilería           | Juan Osorio                                   | Ganador    |
| 2018 | Mejor canción                           | «Tú eres la razón»                            | Ganadora   |
| 2018 | Mejor actriz en un personaje cómico     | Carmen Salinas                                | Ganadora   |
| 2018 | Mejor villano                           | Germán Bracco                                 | Ganador    |
| 2018 | Revelación masculina                    | Emilio Osorio y Joaquín Bondoni               | Ganadores  |
| 2018 | Mejor primera actriz                    | Silvia Pinal                                  | Ganadora   |
| 2018 | Mejor primer actor                      | Rafael Inclán                                 | Ganador    |
| 2018 | Mejor actuación especial masculina      | Carlos Bracho                                 | Ganador    |
| 2018 | Mejor pareja                            | Laura Vignatti y José Pablo Minor             | Ganadores  |
| 2018 | Mejor historia original                 | Pablo Ferrer, Santiago Pineda y Martha Jurado | Ganadores  |
| 2018 | Mejores locaciones                      | Juan Osorio                                   | Ganador    |
| 2018 | Mejor producción                        | Juan Osorio                                   | Ganador    |
| 2018 | Mejor telenovela de Televisa            | Juan Osorio                                   | Ganador    |
| 2018 | Premio especial a la telenovela del año | Juan Osorio                                   | Ganador    |

### Premios ERES 2019
| Categoría   | Nominados                       | Resultados |
| ----------- | ------------------------------- | ---------- |
| Mejor actor | Emilio Osorio                   | Ganador    |
| Mejor actor | Joaquín Bondoni                 | Nominado   |
| Mejor actor | José Pablo Minor                | Nominado   |
| Mejor beso  | Emilio Osorio y Joaquín Bondoni | Ganadores  |

### GLAAD Media Awards 2019
| Categoría                        | Nominados               | Resultados |
| -------------------------------- | ----------------------- | ---------- |
| Mejor serie con guion en español | Mi marido tiene familia | Ganadora   |

### Premios Ascap
| Año  | Categoría                   | Nominados                                        | Telenovela              | Resultado |
| ---- | --------------------------- | ------------------------------------------------ | ----------------------- | --------- |
| 2019 | Mejor canción de televisión | Jorge Eduardo Murguía Pedraza "Tu eres la razón" | Mi marido tiene familia | Ganadora  |

### MTV Millennial Awards2019
| Categoría        | Nominados                       | Resultados |
| ---------------- | ------------------------------- | ---------- |
| Pareja en llamas | Emilio Osorio y Joaquín Bondoni | Nominados  |
| Mejor Fandom     | Fandom Aristemo                 | Nominado   |

### Kids Choice Awards México 2019
| Categoría          | Nominados                            | Resultados |
| ------------------ | ------------------------------------ | ---------- |
| Show favorito      | Mi marido tiene más familia          | Ganador    |
| Actor favorito     | Emilio Osorio                        | Ganador    |
| Ship favorito      | Aristóteles y Cuauhtémoc (#Aristemo) | Ganadores  |
| Artista revelación | Joaquín Bondoni                      | Ganador    |